# Parti communiste d'Inde (marxiste-léniniste) Guerre populaire
Pour les articles homonymes, voir Parti communiste d'Inde (homonymie).
Le Parti communiste d'Inde (marxiste-léniniste) Guerre populaire (en anglais : Communist Party of India (Marxist-Leninist) People’s War, abrégé en CPI-ML (PW), souvent appelé People's War Group, PWG) a été, jusqu'en 2004, la principale organisation armée maoïste de la rébellion naxalite en Inde. L'organisation est placée sur la liste officielle des organisations terroristes de l'Inde.
Fondé le 22 avril 1980 par des militants naxalites dirigés par Kondapalli Seetharamaiah, et armé en partie par les Tigres de libération de l'Îlam tamoul, People's War Group est actif principalement dans le nord du Andhra Pradesh. Le 1er juillet 2001, le groupe participe à la fondation du Comité de coordination des partis et organisations maoïstes d'Asie du Sud , fédération de différentes organisations d'extrême gauche (Centre communiste maoïste, Revolutionary Communist Centre of India (MLM), Revolutionary Communist Centre of India (Maoist), Purba Bangla Sarbahara Party, Purba Bangla Sarbahara Party, Bangladesh Samaywadi Party (ML), Parti communiste unifié du Népal (maoïste), Communist Party of Ceylon (Maoist)),.
Il a fusionné en 2004 avec le Centre communiste maoïste pour donner naissance au Parti communiste d'Inde (maoïste).